# Laguna del Sauce
Die Laguna del Sauce ist ein See in Uruguay.
Sie befindet sich auf dem Gebiet des Departamento Maldonado westlich von Punta del Este. Der etwa 5.000 ha große und zwischen sieben und 13 Metern tiefe See ist das größte Süßwasserreservoir des Departamentos.
Gespeist wird er von den beiden Zuflüssen Arroyo Pan de Azúcar und Arroyo del Sauce. Eine Verbindung zum weitläufigen Río-de-la-Plata-Mündungstrichter besteht über einen schmalen Kanal.